# رهلینگ
رهلینگ (به آلمانی: Rehling) یک شهر در آلمان است که در آیشاخ-فریدبرگ واقع شده‌است.